# Het gouden paard
Het gouden paard is het vijfenveertigste stripverhaal uit de reeks van Suske en Wiske, geschreven en getekend door Willy Vandersteen. Het werd gepubliceerd in het stripweekblad Kuifje van 26 februari 1958 tot en met 23 april 1959. Eduard De Rop, die net was begonnen als vaste medewerker van Vandersteen, tekende ook aan het verhaal mee. 
Het was het achtste en tevens laatste Suske en Wiske-verhaal dat Vandersteen voor Kuifje maakte. Vandersteen begon direct na Het gouden paard nog te werken aan De sonometer, maar dit verhaal heeft hij nooit voltooid.

## Personages
Suske, Wiske, Lambik, Don Alvarez de Leon (in dienst van Fernando Cortez – conquistador), Montezuma (Hueyi tlahtoani/keizer van de Azteken), Dokus de molenaar, het gouden paard Pepita, Diego Velázquez de Cuéllar, aanhangers van Velasquez, piraten, Gerónimo de Aguilar, Tabascanen, verkenners en zonnepriesters van Montezuma, de hoofdpriester Axaya, Vandersteen zelf (in een cameo)

## Het verhaal
Lambik is scheepsdokter van een oorlogsschip in een kuststadje der Nederlanden en is daar chirurgijn-barbier. Suske en Wiske wonen bij hem in. Op een avond komt Lambiks oude vriend Don Alvarez de Leon bij het huis aan, maar hij wordt neergeschoten. Lambik kan hem nog redden en verpleegt hem. Don Alvarez vertelt dat hij een man met een gele hoed zou ontmoeten in de herberg en Suske wordt op pad gestuurd. Even later wordt Suske wordt aangevallen op straat, maar Suske weet te ontsnappen en de kinderen gaan naar de herberg. Ze weten niet dat ze afgeluisterd worden als de man met de gele hoed verklapt dat er een geheime lading in de ruïne van een molen afgeleverd moet worden. Samen met Lambik brengen ze de lading daarheen. Ter plekke worden ze door onbekende mannen aangevallen en de molen wordt in brand gestoken. Lambik weet de kist op tijd te redden en hij bevrijdt hieruit een gouden paard, genaamd Pepita. 
Don Alvarez legt uit dat hij – in opdracht van de Spaanse conquistador Cortez – Pepita aan boord van de Vittoria moest brengen voor een reis naar Vera Cruz. Daar wil Cortez het paard aan de Azteekse koning Montezuma schenken, om op die manier zoveel mogelijk indruk te maken. De vrienden beloven het paard aan boord van het galjoen te zullen brengen, maar dat galjoen is inmiddels in handen gevallen van de handlangers van de gouverneur van Cuba, Velasquez, dezelfden die eerder de molen in brand staken. Velasquez wil verhinderen dat Cortez al te goede banden aanknoopt met de Azteken, uit vrees dat Cortez anders alle Azteekse rijkdommen voor zichzelf zal houden.
De vrienden slagen er toch in om aan boord van het galjoen te komen. Lambik weet de kapitein te overmeesteren, maar al snel worden ze zelf weer overmeesterd. Als Lambik van de plank moet lopen, komt Pepita te hulp en daardoor raken veel mannen gewond. Omdat er geen andere dokter is, besluit de kapitein Lambik aan boord te houden zodat er iemand is om voor de gewonden te zorgen. Aangekomen bij een eiland weten ze met een list de kapitein van boord te lokken. Later vluchten ook de andere mannen, als ze denken dat Suske en Wiske en Lambik de pest hebben. 
Na twee dagen zeilen belanden ze in een windhoos. Met het wrak van hun schip stranden ze hierna op de kust van Yucatán. Lambik vindt een geheime gang in een beeld en bevrijdt de Spaanse ontdekkingsreiziger Geronimo, die in handen was gevallen van de Tabascanen. Cortez wil de Tabascanen onderwerpen en hen tot bondgenoot maken om de hoofdstad aan te vallen. Suske wordt overmeesterd en meegenomen naar een dorp en de vrienden gaan hem zoeken. Ze worden overmeesterd en Lambik ontdekt het plan van de mannen: het gouden paard alsnog aan Montezuma schenken, maar dan in naam van Velasquez. Als hij het paard niet overhandigt, zullen ze Suske doden. Maar als Lambik Pepita komt brengen, hebben de mannen intussen goud ontdekt. Daardoor hechten ze totaal geen waarde meer aan hun opdracht. Lambik weet aan de Spanjaarden en Tabascanen te ontkomen met Pepita, maar hij keert terug als hij hoort dat er veel gewonden zijn gevallen in de gevechten en verleent medische zorg. De Spanjaarden zijn hem hiervoor erg dankbaar, ze geven zich over en keren op bevel van Lambik terug naar Spanje. 
Lambik denkt dat het nu alleen nog een plezierreis wordt. Suske en Wiske worden echter overmeesterd door verkenners van Montezuma. De twee kinderen worden bij een beeld van Huitzilopochtli, de god van de oorlog, gebracht en op een offersteen gelegd. Als de zon op het beeld schijnt, zullen ze worden geofferd. Lambik wil hen redden, maar drinkt per ongeluk een slaapmiddel. Door een ontploffing worden de kinderen alsnog gered en de mannen onderwerpen zich. 
De zonnepriesters van Montezuma leggen uit dat er volgens een oude legende een blanke geest zou komen om het volk te kastijden. De vrienden zijn nu echter gewoon welkom en worden naar het keizerlijk paleis in de Azteekse hoofdstad Tenochtitlan gebracht. De hoofdpriester Axaja is hun niet goed gezind. Hij doet meerdere pogingen om Pepita te doden voordat het paard bij Montezuma zal worden gebracht. Dit mislukt iedere keer mede dankzij Suske, Wiske en Lambik. 
Suske redt in een park de jonge slaaf Mitlo van een poema. Mitlo waarschuwt Suske dat alle blanken in gevaar zijn, waarop Suske zijn eigen vrienden waarschuwt. Ze brengen Pepita nu eindelijk naar de keizer zelf. Lambik en het paard voeren een dans uit voor de keizer. De vrienden worden uitgenodigd voor het eten en Pepita mag zich verfrissen in de vijver, waar echter een heilige alligator in blijkt te zwemmen. Pepita weet zichzelf te redden, waarop Montezuma overtuigd is van haar macht. De "beloning" blijkt echter te zijn dat Pepita zal worden geofferd. Als Lambik haar wil redden, moet hij bewijzen machtiger te zijn dan de Azteekse goden. Hiervoor moet Lambik het opnemen tegen twee jaguarkrijgers, twee arendkrijgers en een slangenkrijger. Met een paar slimme trucs weet hij alle gevechten te winnen. Montezuma lijkt nu eindelijk overtuigd te zijn.
Suske, Wiske en Pepita worden door Mitlo gered uit een kamer met bedwelmend gas. Ze gaan ervandoor voordat de zonnepriesters hen kunnen doden. Lambik wint intussen de gevechten en wordt door Montezuma naar het leger van Cortez gestuurd om hem te vertellen dat hij in vrede moet komen. Het leger nadert de hoofdstad al behoorlijk. Door een samenloop van omstandigheden belandt Lambik toevallig in een geheime ondergrondse gang. Nadat hij hier een gesprek afluistert, kan hij één persoon neerslaan die zo te horen Montezuma belaagt. Degene die door Lambik werd aangezien voor de belager blijkt echter juist Montezuma zelf te zijn, die door de valse Montezuma gevangen was genomen; Axaya heeft zich vanaf de eerste ontmoeting met Pepita met een masker voor de keizer uitgegeven. De hoofdpriester wilde namelijk niet dat Montezuma vrede sloot met Cortez en diens mannen, bovendien wilde hij Montezuma uit de weg ruimen om zo zelf aan de macht te komen. De echte Montezuma is nu door Lambik weer bevrijd, maar Axaja weet te ontsnappen. 
Met een zelf opgezette legermacht valt Axaja enige tijd later het paleis aan, waar de vrienden zich verschansen. Als ze dreigen te verliezen, komt Pepita te hulp. Dan arriveren ook de keizerlijke troepen. Axaja en zijn handlangers worden verslagen en gevangengenomen. Kort daarna arriveert ook Cortez voor de poorten van de stad. Hij heeft slechts driehonderd mannen en tientallen paarden meegenomen voor deze lange reis. De ontmoeting verloopt goed en Mitlo wordt beloond door Montezuma.
Tot slot wordt in één tekstplaatje verteld hoe het hierna verdergaat in het Azteekse rijk. De gesloten vriendschap tussen Cortez en de Azteken blijkt van korte duur; Montezuma komt om in een nieuwe strijd en diens opvolger moet zich onderwerpen aan het beleid van de Spanjaarden.

## Thematiek
Dit verhaal is gebaseerd op de conquistadores die in de 16de eeuw Midden- en Zuid-Amerika veroverden. Het verhaal speelt zich grotendeels af in het Azteekse rijk aan het begin van de voornoemde eeuw. In 1519 zeilde de 34-jarige Fernando Cortez in opdracht van stadhouder Diego Velasquez van Cuba naar Midden-Amerika, waar hij het rijk van de Azteken ontdekte. In deze historische context is het verhaal gesitueerd.
Er is enige controverse over dit verhaal, omdat de hoofdpersonages de Spaanse conquistadores helpen met het veroveren van de Aztekencultuur. In de echte geschiedenis vernietigden de Spaanse kolonisten deze authentieke cultuur en roeiden het Aztekenvolk uit.
Vandersteen heeft zich voor het Gouden Paard mogelijk laten inspireren door het toppaard van de Romeinse keizer Commodus (161-192 v. Chr.). Die toonde zijn lievelingsdier bij wijze van afscheid tijdens wagenrennen aan het volk; voor het spektakel verfde hij het geel en vergulde de hoeven. Het paard heette Pertinax, wat dicht tegen de naam van Pepita aan ligt.

## Uitgaven
De verhalen die Vandersteen speciaal voor het stripblad Kuifje maakte werden aanvankelijk uitgegeven in de blauwe reeks, maar Het gouden paard is nooit daadwerkelijk in deze reeks uitgebracht. De eerste albumuitgave was pas in 1969, toen de Vierkleurenreeks inmiddels was gestart. Het verhaal kreeg hierin albumnummer 100. Daarbij werden enkele pagina's weggelaten om aan het standaardformaat van de Vierkleurenreeks te voldoen.
In 1987 werd een bibliofiele uitgave uitgebracht met het complete verhaal. In 1997 werd het verhaal bovendien in de Klassiek-reeks opnieuw in zijn integrale vorm uitgegeven. Bij deze uitgave kreeg het alsnog een blauwe kaft.

## Varia
- In de laatste paar plaatjes is Vandersteen zelf even te zien, terwijl Lambik hem vraagt wat er nu met Pepita zal gebeuren. Om Lambik gerust te stellen tekent Vandersteen Pepita een laatste keer in de groene wei, waar ze vredig de rest van haar leven zal doorbrengen. Zodoende is Pepita hier deze keer te zien in plaats van Wiske, die normaal gesproken steeds met een knipoog de verhalen afsluit.